# USS Helena (CL-50)
USS Helena (CL-50) byl lehký křižník US Navy třídy St. Louis, která byla sama modifikací předchozí třídy Brooklyn. Loď byla postavena v letech 1936–1939 v loděnici New York Navy Yard.
Křižník byl za druhé světové války nasazen v Pacifiku. Helena byla lehce poškozena již japonským náletem při útoku na Pearl Harbor. Ve dnech 11.–12. října 1942 se Helena v bitvě u mysu Esperance podílela na potopení japonského těžkého křižníku Furutaka. Mezi 13. až 15. listopadem 1942 pak byla nasazena v bitvě u Guadalcanalu.
Po dvou letech intenzivního nasazení v Pacifiku byla loď fatálně poškozena 6. července 1943, v bitvě v zálivu Kula, třemi torpédy japonských torpédoborců Suzukaze a Tanikaze.